# Rick Nelson Sings „For You”
Rick Nelson Sings "For You" – studyjny album rockandrollowego piosenkarza Ricky'ego Nelsona wydany w 1963 roku przez wytwórnię Decca Records.

## Utwory
| A1 | For You                      | 2:15 |
| A2 | Fools Rush In                | 2:37 |
| A3 | Down Home                    | 2:40 |
| A4 | That Same Old Feeling        | 2:04 |
| A5 | You're Free To Go            | 1:58 |
| A6 | I Rise, I Fall               | 2:32 |
| B1 | That's All She Wrote         | 2:17 |
| B2 | A Legend In My Time          | 2:32 |
| B3 | Just Take A Moment           | 2:10 |
| B4 | Hello Mister Happiness       | 2:12 |
| B5 | Hey There, Little Miss Tease | 2:15 |
| B6 | The Nearness Of You          | 2:06 |